# Лорупе, Тегла
Тегла Чепките Лорупе (род. 9 мая 1973) — кенийская бегунья на длинные дистанции.
В настоящее время владеет мировыми рекордами в беге на 20 000, 25 000 и 30 000 метров. Экс-рекордсменка мира в марафоне. Пятикратная чемпионка мира по полумарафону. Участница 3-х Олимпийских игр. На Олимпиаде в Барселоне заняла 17-е место на дистанции 10 000 метров, на Олимпийских играх в Атланте 6-е место в беге на 10 000 метров, на играх в Сиднее бежала 2 дистанции, в беге на 10 000 метров показала 5-й результат, а на марафонской дистанции 13-е место. Трёхкратная победительница 15-и километрового пробега Zevenheuvelenloop. Становилась победительницей Парижского полумарафона в 1994 и 1998 годах. Шестикратная победительница Лиссабонского полумарафона. Победительница полумарафона CPC Loop Den Haag в 1998 году. В 1999 году выиграла Брюнсюмский пробег.
Является обладательницей рекорда Кении в часовом беге.

## Достижения
- Победительница Нью-Йоркского марафона 1994 года — 2:27.37
- Победительница Нью-Йоркского марафона 1995 года — 2:28.06
- 2-е место на Бостонском марафоне 1996 года — 2:28.37
- Победительница Роттердамского марафона 1997 года — 2:22.07
- Победительница Роттердамского марафона 1998 года — 2:20.47
- 3-е место на Нью-Йоркском марафоне 1998 года — 2:30.28
- Победительница Берлинского марафона 1999 года — 2:20.43
- 2-е место на Осакском марафоне 1999 года — 2:23.46
- Победительница Лондонского марафона 2000 года — 2:24.33
- Победительница Римского марафона 2000 года — 2:32.04
- 2-е место на Берлинском марафоне 2001 года — 2:28.03